# Distretti del Lussemburgo
I distretti del Lussemburgo hanno costituito la suddivisione amministrativa di primo livello del Paese fino al 2015, quando sono stati aboliti; ammontavano a tre e si suddividevano a loro volta in 12 cantoni.

## Commissariato
Ogni distretto era affidato ad un commissario di distretto, ossia un prefetto, nominato dal Granduca, secondo un retaggio dell'età napoleonica.
I commissariati di distretto controllavano generalmente la gestione delle amministrazioni comunali, raggruppamenti (syndicats) di comuni e proprietà pubbliche messe sotto la responsabilità dei comuni. La competenza dei commissari di distretto si estendeva a tutte le città e i comuni della loro zona, all'eccezione della città di Lussemburgo che restava sotto l'autorità diretta del Ministro dell'Interno, salvo nei casi previsti dalle leggi speciali.
A ogni commissariato era collegato un segretario di distretto, nominato dal Granduca su proposta del commissario di distretto. Oggigiorno tutte le suddette mansioni sono state semplicemente attribuite al Ministero dell’Interno. 

## Lista

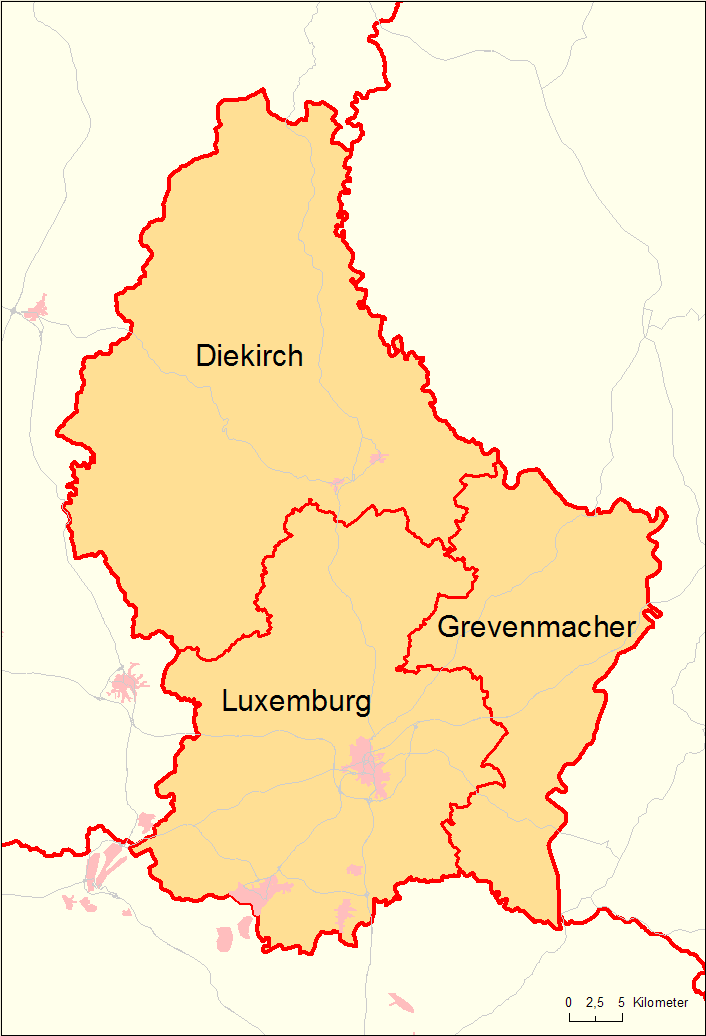
Carta dei tre distretti del Lussemburgo

| # | Distretto    | Codice ISO 3166-2 | Capoluogo    | Superficie (km²) | Popolazione (2001) | Densità (ab./km²) | Cantoni                                              | Nº comuni |
| - | ------------ | ----------------- | ------------ | ---------------- | ------------------ | ----------------- | ---------------------------------------------------- | --------- |
| 1 | Diekirch     | LU-D              | Diekirch     | 1.157            | 67.271             | 58                | - Clervaux - Diekirch - Redange - Vianden - Wiltz    | 36        |
| 2 | Grevenmacher | LU-G              | Grevenmacher | 525              | 51.948             | 99                | - Echternach - Grevenmacher - Remich                 | 24        |
| 3 | Lussemburgo  | LU-L              | Lussemburgo  | 904              | 320.320            | 354               | - Capellen - Esch-sur-Alzette - Lussemburgo - Mersch | 46        |